# Víkingur Gøta
El Víkingur Gøta, conegut popularment com a Víkingur, és un club de futbol semiprofessional de les illes Fèroe. L'equip es va fundar el 2008 després de la fusió del GÍ Gøta i el Leirvík ÍF. El club té la seu a Leirvík, mentre que el seu estadi, el Serpugerði, es troba a Norðragøta. Tots dos municipis es troben a l'illa d'Eysturoy, a cinc quilòmetres l'un de l'altre. El 2016 l'equip va aconseguir el campionat de lliga feroès per primera vegada a la seva història.

## Palmarès
- Lliga de feroesa: 3
  - 2016, 2017, 2024

- Copa feroesa: 6
  - 2009, 2012, 2013, 2014, 2015, 2022

- Supercopa feroesa de futbol: 4
  - 2014, 2015, 2016, 2017

## Entrenadors
- Anton Skoradal (2008)
- Jógvan Martin Olsen (1 de gener de 2009 – 1 de juliol de 2013)
- Sigfríður Clementsen (1 de juliol de 2013 – 16 de setembre de 2016)
- Sámal Erik Hentze (16 de setembre de 2016 –[3]

## Resultats a Europa
La temporada 2014-15, l'equip va aconseguir arribar a la tercera ronda de classificació de l'Europa League, convertint-se en el primer equip de les Illes Fèroe en aconseguir superar dues rondes d'una competició de la UEFA.
A 18 de juliol de 2017
| Competició            | P  | PG | PE | PP | GF | GC | DG  |
| --------------------- | -- | -- | -- | -- | -- | -- | --- |
| UEFA Champions League | 4  | 2  | 1  | 1  | 7  | 5  | +2  |
| UEFA Europa League    | 18 | 3  | 4  | 11 | 8  | 43 | –35 |
| Total                 | 22 | 5  | 5  | 12 | 15 | 48 | –33 |

### Partits
| Temporada | Competició            | Ronda | Club              | Local | Visitant | Total |  |
| --------- | --------------------- | ----- | ----------------- | ----- | -------- | ----- |  |
| 2010–11   | UEFA Europa League    | 2Q    | Beşiktaş          | 0–4   | 0–3      | 0–7   |  |
| 2012–13   | UEFA Europa League    | 1Q    | Gomel             | 0–6   | 0–4      | 0–10  |  |
| 2013–14   | UEFA Europa League    | 1Q    | Inter Turku       | 1–1   | 1–0      | 2–1   |  |
| 2013–14   | UEFA Europa League    | 2Q    | Petrolul Ploiești | 0–4   | 0–3      | 0–7   |  |
| 2014–15   | UEFA Europa League    | 1Q    | Daugava           | 2–1   | 1–1      | 3–2   |  |
| 2014–15   | UEFA Europa League    | 2Q    | Tromsø IL         | 0–0   | 2–1      | 2–1   |  |
| 2014–15   | UEFA Europa League    | 3Q    | Rijeka            | 1–5   | 0–4      | 1–9   |  |
| 2015–16   | UEFA Europa League    | 1Q    | Rosenborg         | 0–2   | 0–0      | 0–2   |  |
| 2016–17   | UEFA Europa League    | 1Q    | Ventspils         | 0–2   | 0–2      | 0–4   |  |
| 2017–18   | UEFA Champions League | 1Q    | Trepça'89         | 2–1   | 4–1      | 6–2   |  |
| 2017–18   | UEFA Champions League | 2Q    | FH                | 0–2   | 1–1      | 1–3   |  |